# 约翰·伍德兰·黑斯廷斯
约翰·伍德兰·黑斯廷斯（英語：John Woodland "Woody" Hastings，1927年3月24日—2014年8月6日）是一位美国生物学家，主攻光生物学，特别是生物发光。